# Der Usedom-Krimi: Geburt der Drachenfrau
Geburt der Drachenfrau ist ein Fernsehfilm aus der Kriminalfilmreihe Der Usedom-Krimi. Er wurde im Auftrag von ARD Degeto und dem NDR von der Polyphon Film- und Fernsehgesellschaft mbH für Das Erste produziert. Die 21. Folge der Filmreihe wurde am 16. November 2023 erstmals im Fernsehen ausgestrahlt.

## Handlung
Eine Gruppe von Flüchtlingen aus Afghanistan und Syrien werden von einer Schleusergruppe in einem Kleintransporter Richtung Westen gefahren. Ein Kind in der Gruppe klagt über starke Bauchschmerzen, doch die Reise wird ungeachtet dessen fortgesetzt. Am nächsten Morgen ist das Mädchen tot. Die junge Lara Scherer findet das Kind und seinen Vater auf der Landstraße und alarmiert die Polizei. Rainer Witt nimmt die Ermittlungen auf, Vater Ahmad Bashmani schweigt jedoch über die Todesumstände und die Schlepper. Das Kind ist an einer Blutvergiftung gestorben, rechtzeitige ärztliche Hilfe hätte es retten können.
Lara hat bei einem Fotoshooting auf einem Schießstand eine Luger Parabellum an sich genommen und sinnt auf Rache an Ivo Klose, dessen Hund sie vor Jahren entstellt hat. Gleichzeitig hegt sie Gefühle für Fabienne Leppin, Kloses junge Komplizin, der Laras Narben egal sind. Klose geht es in seinem Unterschlupf im Wald ziemlich schlecht, da er sich den Magen verdorben hat. Als Lara ihn schließlich findet, ihn mit gezogener Waffe zur Rede stellt und er vor ihr davon robbt, fällt er in eine seiner Fallgruben und stirbt. Er hatte sich durch den Verzehr eines Dachses mit Milzbrand infiziert.
Lara sagt Karin, dass sie die Waffe bei einem gewissen Kuchar entwendet hat. Auch habe dieser einen Transporter gefahren, den Lara gesehen hat, bevor sie Bashmani und das tote Kind fand. Karin fährt zu dessen Boot und verfolgt diesen, als er mit einem Motorrad davonfährt. Sie beobachtet, wie Kuchar am Hafen von zwei anderen Männern Geld für seine Schleppertätigkeit erhält. Als er sich umdreht, wird er von hinten erschossen und in einen Kühltransporter geschleift. Karin kann die Männer in dem Kühltransporter einsperren und fährt davon. Sie versucht noch, die Polizei zu informieren, kommt aber von der Straße ab und überschlägt sich mehrfach in ihrem Wagen.

## Produktion
Der Film wurde vom 20. November 2022 bis zum 24. März 2023 auf der Ostseeinsel Usedom, in Brandenburg und Berlin gedreht.
Der Titel des Films bezieht sich auf die Tätowierung, die sich Lara in Vorbereitung ihres Rachefeldzugs großflächig auf den Rücken stechen lässt.

## Rezeption

### Kritiken
Tilmann P. Gangloff bewertete die Trilogie Friedhof der Welpen / Geburt der Drachenfrau / Schlepper mit vier von sechs Sternen.
Oliver Armknecht bewertet den Film in seiner Besprechung auf film-rezensionen.de als eher enttäuschend und gibt ihm insgesamt 3 von 10 Punkten.
Die Redaktion der TV Spielfilm hingegen gibt dem Film einen Daumen nach oben und schreibt: „Packend, emotional, komplex, mit aktuellen Bezügen.“ Es handele sich hierbei um eine Mischung aus Rachegeschichte und Flüchtlingsdrama anstelle eines handfesten Krimis, die mitten ins Herz träfe.

### Einschaltquoten
Die Erstausstrahlung des Films am 16. November 2023 verfolgten in Deutschland insgesamt 5,18 Millionen Zuschauer, was einem Marktanteil von 19,6 Prozent für Das Erste entsprach. Am 7. August 2025 bei der Wiederholung der Episode schalteten 2,71 Millionen Zuschauer ein (13,8 % Marktanteil).